# Alvar Hägglund
Alvar Hägglund (* 7. August 1913; † 23. Juni 1996) war ein schwedischer Skilangläufer.
Hägglund, der für den Skellefteå Aik und den Hofors AIF startete, belegte bei den Nordischen Skiweltmeisterschaften 1937 in Chamonix den vierten Platz mit der Staffel. Im Jahr 1938 lief er beim Wasalauf auf den fünften Platz. Bei den Nordischen Skiweltmeisterschaften 1939 in Zakopane holte er die Silbermedaille mit der Staffel. Zudem errang er dort den sechsten Platz über 50 km. Im Jahr 1941 wurde er schwedischer Meister mit der Staffel von Hofors AIF.